# Los dones
Los dones (título original: Gifts ) es un libro del género de fantasía, de la escritora Ursula K. Le Guin. Fue publicado en 2004 y es el primer libro de la serie de Anales de la Costa Occidental, al que le siguen Voces y Poderes.

## Sinopsis
En la contraportada del libro traducido de la editorial Minotauro, la sinopsis es la siguiente:

En las Tierras Altas, una tierra sembrada de luchas, ambición y orgullo, dos jóvenes deberán aprender no sólo a sobrevivir, sino a asumir sus propios dones, su propio papel en el mundo.

Orrec y Gry son amigos desde siempre. A pesar de pertenecer a dominios distintos, han crecido juntos en las Tierras Altas, una región tan dura como sus gentes. Los habitantes de todos los dominios fomentan un estado de perpetuo conflicto, ambicionando siempre aumentar sus posesiones a costa de sus vecinos. Lo único que logra mantener una frágil paz en este contexto son los dones.
 
Los dones son poderes y cada dominio ostenta el suyo. Gry, como hija de la brantor de Barre, tiene el don de atraer a los animales para la caza. Orrec, por su parte, es hijo del brantor de Caspromant por lo que tiene el don de deshacer. Sin embargo, mientras Gry se niega a usar su don, Orrec se enfrenta a un terrible sino: tiene el don más poderoso de todos pero no puede controlarlo.

## Personajes principales
- Orrec

Es el protagonista de la historia, es hijo del Brantor de Caspromant Canoc Caspro y pertenece al linaje de los Caspro, los cuales tiene el don de "deshacer". Vive con su padre y su madre Melle Aulitta en el dominio de Caspromant.
- Gry

Es la mejor y de hecho única amiga de Orrec. Es hija de los Brantors de Roddmant Parn Barre y Ternoc Rodd. Casi siempre acompaña a Orrec. Su don es "la Llamada" el cual heredo de su madre que proviene del linaje de los Barre.
- Canoc

Al ser el más dotado del linaje de los Caspro, Canoc caspro es el Brantor de Caspromant, es el jefe del dominio y por tanto el encargado de velar por la seguridad de su gente y ayudarlos a organizar las tareas relativas a la siembra y la ganadería.  
- Melle Aulitta

Es la madre de Orrec y esposa de Canoc, proviene de Derris Water en las tierras bajas y no posee ningún don, Sin embargo al ser hija de un sacerdote magistrado, fue educada en medio de lujos y atenciones, aunque de forma muy estricta, lo que le dejó ciertos conocimientos de lectura, escritura e historias.

## Dones
Existen varios tipos de dones que poseen algunas pocas personas en los linajes de las tierras altas. Aunque realmente muy pocos son empleados en el transcurso de la historia y la mayoría de ellos son solo nombrados por los personajes, como es el caso de los dones de: Arrojar fuego, Visión interior o algunos de los dones descritos en la siguiente lista.
- Deshacer: Uno de los dones más poderosos, consiste en destruir aquello que su portador desee (desde objetos a seres vivos) si este se encuentra al alcance de su vista. Lo poseen los miembros del linaje Caspro.

- La Llamada: Consiste en llamar a cualquier animal a un determinado lugar y también para hacer que este obedezca sin oponer resistencia. Un don muy útil para cazar o entrenar animales. Lo poseen los miembros del linaje Barre.

- Deterioro Lento: A diferencia de los demás dones, el deterioro lento actúa como su nombre lo indica. Los portadores de este don pueden provocar que un ser vivo decaiga lentamente en una enfermedad desconocida hasta morir. También es aplicable a las cosechas. Lo poseen los miembros del linaje Drum.

- El Cuchillo: Los portadores de este don pueden emplear un cuchillo invisible para agredir a un ser vivo en cualquier zona de su cuerpo si este se encuentra al alcance de su vista. Lo poseen los miembros del linaje Rodd.

- La Torcida: Consiste en retorcer los miembros o articulaciones de un ser vivo. Lo poseen los miembros del linaje Gere.

- Suprimir sentidos: Permite a su portador despojar de cualquier sentido como el oído o la vista a una persona. Lo poseen los miembros del linaje Corde.

- Limpiar: Un don que actúa de manera similar al don deshacer. Lo poseen los miembros del linaje Helvar.

- La Rienda: Permite controlar a voluntad a una persona. Lo poseen los miembros del linaje Tibro.

- La Escoba: Un don capaz de suprimir la mente de una persona. Lo Poseen los miembros del linaje Borre